# Deltaschleifer

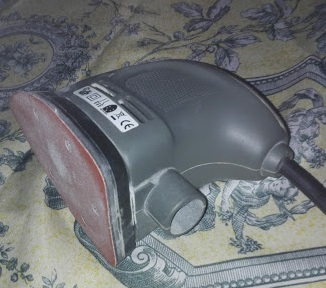
Dreiecksschleifer

Ein  Deltaschleifer, teilweise auch Dreieckschleifer genannt, ist eine elektrische Handschleifmaschine mit einer dreieckigen Arbeitsfläche. Der Deltaschleifer hat seinen Namen der Form des Schleiftellers zu verdanken, der dem griechischen Buchstaben Delta (Δ) nachempfunden ist. Er wird hauptsächlich in der Holzbearbeitung und Restaurierung für die Bearbeitung kleiner Flächen, Kanten und Ecken eingesetzt. Die Schleiffläche arbeitet mit oszillierenden Bewegungen, meist über 10.000 Schwingungen pro Minute.

## Aufbau
Der Deltaschleifer setzt sich aus einem Gehäuse und dem Schleifschuh zusammen. Das Gehäuse dient als Motorgehäuse und Handgriff. Der Schleifschuh ist am vorderen Gehäuseende in einem Winkel von 90 Grad montiert. Der dreieckige Schleifkopf des Deltaschleifers lässt sich in Schritten von 120 Grad drehen. Seine Beweglichkeit macht ihn zum Spezialisten für Schleifarbeiten an Stellen, wo andere Schleifer nicht mehr hinkommen. Das Schleifpapier wird auf dem Schleifschuh mittels Klettverschluss befestigt. Das Schleifpapier gibt es mit verschiedenen Körnungen passend zum Deltaschleifer. Passend zur Schleifplatte ist das Schleifpapier gelocht, um beim Schleifen den Schleifstaub in den Schleifsack, bzw. in den Staubsauger, abtransportieren zu können.